# Lo Vernet (Alier)
Le Vernet és un municipi francès, situat al departament de l'Alier i a la regió d'Alvèrnia-Roine-Alps. L'any 2007 tenia 1.757 habitants.

## Demografia

### Població
El 2007 la població de fet de Le Vernet era de 1.757 persones. Hi havia 670 famílies de les quals 154 eren unipersonals (61 homes vivint sols i 93 dones vivint soles), 202 parelles sense fills, 270 parelles amb fills i 44 famílies monoparentals amb fills.
La població ha evolucionat segons el següent gràfic:
Habitants censats

### Habitatges
El 2007 hi havia 741 habitatges, 682 eren l'habitatge principal de la família, 23 eren segones residències i 37 estaven desocupats. 711 eren cases i 25 eren apartaments. Dels 682 habitatges principals, 578 estaven ocupats pels seus propietaris, 99 estaven llogats i ocupats pels llogaters i 5 estaven cedits a títol gratuït; 4 tenien una cambra, 32 en tenien dues, 78 en tenien tres, 176 en tenien quatre i 391 en tenien cinc o més. 580 habitatges disposaven pel capbaix d'una plaça de pàrquing. A 272 habitatges hi havia un automòbil i a 364 n'hi havia dos o més.

### Piràmide de població
La piràmide de població per edats i sexe el 2009 era:
| Homes | Edats   | Dones |
| ----- | ------- | ----- |
| 0     | 95 o +  | 8     |
| 4     | 90 a 94 | 12    |
| 4     | 85 a 89 | 12    |
| 4     | 80 a 84 | 12    |
| 16    | 75 a 79 | 24    |
| 16    | 70 a 74 | 36    |
| 40    | 65 a 69 | 36    |
| 52    | 60 a 64 | 52    |
| 28    | 55 a 59 | 40    |
| 76    | 50 a 54 | 76    |
| 76    | 45 a 49 | 92    |
| 64    | 40 a 44 | 48    |
| 108   | 35 a 39 | 72    |
| 20    | 30 a 34 | 44    |
| 20    | 25 a 29 | 16    |
| 40    | 20 a 24 | 8     |
| 72    | 15 a 19 | 60    |
| 56    | 10 a 14 | 52    |
| 56    | 5 a 9   | 44    |
| 20    | 0 a 4   | 36    |

## Economia
El 2007 la població en edat de treballar era de 1.167 persones, 855 eren actives i 312 eren inactives. De les 855 persones actives 790 estaven ocupades (413 homes i 377 dones) i 64 estaven aturades (28 homes i 36 dones). De les 312 persones inactives 105 estaven jubilades, 100 estaven estudiant i 107 estaven classificades com a «altres inactius».

### Ingressos
El 2009 a Le Vernet hi havia 728 unitats fiscals que integraven 1.873 persones, la mediana anual d'ingressos fiscals per persona era de 20.402 €.

### Activitats econòmiques
Dels 64 establiments que hi havia el 2007, 1 era d'una empresa alimentària, 3 d'empreses de fabricació d'altres productes industrials, 21 d'empreses de construcció, 14 d'empreses de comerç i reparació d'automòbils, 2 d'empreses de transport, 2 d'empreses d'hostatgeria i restauració, 1 d'una empresa d'informació i comunicació, 2 d'empreses financeres, 4 d'empreses immobiliàries, 3 d'empreses de serveis, 6 d'entitats de l'administració pública i 5 d'empreses classificades com a «altres activitats de serveis».
Dels 28 establiments de servei als particulars que hi havia el 2009, 1 era una oficina de correu, 4 tallers de reparació d'automòbils i de material agrícola, 1 paleta, 4 guixaires pintors, 7 fusteries, 5 lampisteries, 3 perruqueries, 2 restaurants i 1 agència immobiliària.
Dels 3 establiments comercials que hi havia el 2009, 1 era una botiga de menys de 120 m², 1 una fleca i 1 un drogueria.
L'any 2000 a Le Vernet hi havia 9 explotacions agrícoles.

## Equipaments sanitaris i escolars
L'únic equipament sanitari que hi havia el 2009 era una farmàcia.
El 2009 hi havia una escola elemental.

## Poblacions properes
El següent diagrama mostra les poblacions més properes.